# Baradlay Ödön
Baradlay Ödön (Edmund von Baradlay) Jókai Mór A kőszívű ember fiai című regényének egyik szereplője, a három testvér közül a legidősebb.

## Élete
Szentpétervárott Baradlay Kazimir akaratának megfelelően diplomata volt, követségi titkárként dolgozott. Amikor apja halála után édesanyja egy levélben hazahívta, akkor a fagyos tél ellenére azonnal elindult Magyarországra. Jó barátja, Ramiroff Leonin, orosz testőr hadnagy tartott vele, aki a határig kísérte. Útjuk során a farkasok támadták meg a lovasszánon utazókat, a befagyott Dnyeper jegén korcsolyával menekültek. Egy kozák őrtanya közelében Ödön beleesett egy - a halászok által vájt - lékbe. Szerencsére Leonin gyakorlott búvár (hidriota) volt, és megkísérelte a lehetetlent: a befagyott folyó mélyéről kimentette a barátját. Ödön felgyógyulása után hazatért Nemesdombra, és átvette apja főispáni hivatalát, ezzel összetűzésbe keveredett Rideghváry Bencével, a császári adminisztrátorral.
Vezetője lett a megye reformpárti (fehér tollas) radikális erőinek. Anyja jóváhagyásával és egyetértésével feleségül vette a „rebellis” pap lányát, régi szerelmét, Lánghy Arankát. 1848 márciusában Bécsben képviselte a magyar forradalmat, ahol gyújtó hangulatú beszédet is mondott. A szabadságharc idején szabadcsapatot állított ki a saját költségén, a későbbiekben kormánybiztosi megbízatást kapott a forradalmi hadseregnél. Buda ostromakor a testvére, Baradlay Richárd megsértette, vele forradalmi párbajt vívott. A gyalogság támadásakor a nemzetőröket vezette, az elsők között hatolt be csapatai élén a várba. Segítséget nyújtott a huszárcsapatnak, megmentette Richárd életét, a győzelem pillanataiban kibékült a két Baradlay. A világosi fegyverletétel után menekülni próbált, majd inkább visszatért a családjához, hogy otthon várja be a hadbíróság idézését. Egy végzetes névcsere következtében az öccsének, Jenőnek (Eugen von Baradlay) küldték ki az idézést. A legfiatalabb Baradlay vállalta a biztos halált a testvére helyett. A tárgyaláson Jenőt golyó általi halálra ítélték, és hamarosan kivégezték.

## Jelleme
Megfontolt, politikus alkat, tudatos, elhivatott reformer, de ugyanakkor megvesztegethetetlen, lelkes forradalmár is. Főispánként és kormánybiztosként öntudatosan tevékenykedik. A csatákban bátor, ügyes kardforgató, felelősségteljes vezető. Ideális képviselője a reformkori  liberális nemesség legjobbjainak, akik nem önérdeküket tekintették elsődlegesnek, hanem az ország érdekeit képviselték. Ödön hősiesen kitartott a nemzet ügye mellett a legvégsőkig.
Édesanyját tiszteli, szereti, fontos számára az asszony véleménye. A szerelemben hűséges, sem az orosz hercegnők, sem Jéza, a csinos cserkesz táncosnő nem tudták elcsábítani. Szerelmével, Lánghy Arankával kötött házassága boldog volt, két gyermekük született.

## Film
A Jókai Mór regényéből 1965-ben készült filmben Baradlay Ödönt Bitskey Tibor alakította.